# Campionat d'Europa de madison femení
El Campionat d'Europa de madison femení és el campionat d'Europa de Madison, en categoria femenina, organitzat anualment per la UEC. Es porten disputant des del 2016 dins els Campionats d'Europa de ciclisme en pista.

## Pòdiums dels Guanyadors
| Proves | Or                                             | Plata                                  | Bronze                                      |
| 2016   | Bèlgica · Jolien D'Hoore · Lotte Kopecky       | Regne Unit · Emily Kay · Emily Nelson  | Països Baixos · Nina Kessler · Kirsten Wild |
| 2017   | Regne Unit · Elinor Barker · Eleanor Dickinson | Irlanda · Lydia Boyland · Lydia Gurley | Països Baixos · Amy Pieters · Kirsten Wild  |